# قائمة الدول المتخذة الفارسية لغة رسمية

خاطة للعالم توضح الدول التي تعتبر فيها الفارسية لغة رسمية

قائمة بأسماء الدول التي تعدّ اللغة الفارسية لغة رسمية لها، ولكنها قد لا تكون بالضرورة اللغة الرسمية الوحيدة في بعض هذه الدول.

## دول ذات سيادة
| البلد     | القارة | تعداد السکان |
| --------- | ------ | ------------ |
| إيران     | آسیا   | 83,783,945   |
| أفغانستان | آسیا   | 32,890,171   |
| طاجيكستان | آسیا   | 9,313,800    |
| أوزبكستان | آسيا   | 33,469,203   |
| المجموع   |        | 159,457,119  |